# Bataille de Khaybar
Pour les articles homonymes, voir Khaïbar.
Expéditions de Mahomet
La bataille de Khaybar ou Khaïbar, en arabe : غَزْوَة خَيْبَر (ghazwa Khaybar), est une bataille qui a opposé, lors de la septième année de l'Hégire (628-629), le prophète Mahomet et ses fidèles musulmans aux Juifs vivant dans l'oasis de Khaybar, située à 150 kilomètres de Yathrib, actuelle Médine, dans le Hedjaz, au nord-ouest de la péninsule arabique, actuellement l'Arabie saoudite.
La ville était assez riche, bien fortifiée et majoritairement peuplée de Juifs avant l'expédition. Les Juifs y pratiquaient l'artisanat et le commerce, fournissant du capital financier aux intermédiaires arabes,.
La bataille s'est terminée par la reddition des Juifs de Khaybar, qui ont ensuite été autorisés à rester dans la région à condition qu'ils donnent la moitié de leurs produits aux musulmans, ils vont rester protégés ainsi dans la région avec le statut de dhimmis.
Après la mort du prophète Mahomet et du premier calife Abou Bakr les Juifs de Khaybar ont continué à rester dans l'oasis pendant plusieurs années, jusqu'à ce qu'ils soient expulsés par le deuxième calife Omar,,.

## Khaybar au début duVIIesiècle
Au VIIe siècle, Khaybar était habitée par des Juifs, qui furent les premiers à mettre en culture, puis valoriser l'oasis, vivant de la plantation de palmiers dattiers, du commerce et de l'artisanat. Cette communauté juive possédait de « larges richesses ».
Les habitants avaient entreposé dans une redoute à Khaybar un engin de siège, des épées, des lances, des boucliers et d'autres armes. Dans le passé les historiens ont tenté d'expliquer la présence des armes, suggérant qu'elles étaient utilisées pour régler des querelles entre les familles de la communauté, Vaglieri suggère qu'il est plus logique de supposer que les armes ont été stockées dans un dépôt pour une vente future. De même, les Juifs gardaient à la vente 20 balles de tissu et 500 manteaux, ainsi que d'autres produits de luxe. Pour Vaglieri ces activités commerciales en tant que cause d'hostilité dans la communauté, sont similaires aux causes économiques des persécutions dans de nombreux autres pays dans l'histoire.
L'oasis était divisée en trois régions : Al-Natat, Al-Shikk et Al-Katiba, probablement séparées par des obstacles naturels, tels que le désert, des coulées de lave ou des marais. Chacune de ces régions contenait plusieurs forteresses ou redoutes renfermant des habitations, des entrepôts et des écuries. Chaque forteresse était occupée par une famille séparée et entourée de champs cultivés et de palmeraies. Dans le but d'améliorer leurs capacités défensives, les forteresses étaient perchées sur des collines ou des rochers de basalte.

## Bataille de Khaybar

### La tribu de Banu Nadir
Après avoir été envoyés en exil en 625 de Médine par les forces musulmanes, ils s'étaient installés à Khaybar. En 627, le chef Nadir Huyayy ibn Akhtab avec son fils rejoignit les Mecquois et les Bédouins assiégeant Médine pendant la bataille de la Tranchée.
De plus, les Banu Nadir ont payé des tribus arabes pour qu'elles entrent en guerre contre les musulmans. En corrompant Banu Ghatafan avec la moitié de leur récolte, Banu Nadir a obtenu 2 000 hommes et 300 cavaliers de la tribu pour attaquer le prophète Mahomet, et a également persuadé les Bani Asad,,.
Ils ont tenté ensuite de rejoindre les Banu Sulaym pour attaquer les musulmans, mais la tribu n'a fourni que 700 hommes, car certains de ses dirigeants étaient favorables envers l'islam. Les Bani Amir ont aussi refusé de les rejoindre, car ils avaient un pacte avec le prophète Mahomet.
Une fois la bataille commencée, Huyayy ibn Akhtab a persuadé les Banu Qurayza d'aller à l'encontre de leur alliance avec le prophète Mahomet et de se retourner contre lui pendant la bataille. Après la défaite dans la bataille et la reddition ultérieure de Banu Qurayza, Huyayy (qui était à ce moment-là dans les bastions de Qurayza à Médine) a été tué à leurs côtés. Après la mort de Huyayy, Abu al-Rafi ibn Abi al-Huqayq prit la tête des Banu Nadir à Khaybar. Al-Huqayq très vite approcha les tribus voisines pour lever une armée contre le prophète Mahomet ,. En apprenant cela, les musulmans, aidés par un Arabe parlant un dialecte juif, l'ont assassiné.
Usayr ibn Zarim succéda à Al-Huqayq. D'après une source, il approcha aussi les Ghatafan et des rumeurs se répandirent qu'il avait l'intention d'attaquer la « capitale de Mahomet ». La volonté des Juifs de négocier avec Mahomet et l’incapacité de Mahomet de communiquer avec Khaybar, conduit ce dernier à envoyer des émissaires à Khaybar, pour inviter Usayr à Médine pour parlementer. Usayr avec trente hommes de sa tribu partirent pour Médine non armés.
En chemin, Unays, un Musulman devint suspicieux de Usayr, qui aurait essayé par deux fois de lui prendre son poignard. Watt et Nomani tous les deux supposent que probablement Usayr avait changé d’avis concernant les négociations. Une querelle éclata entre les deux parties au sujet de la prophétie dans laquelle Unays fut blessé, mais tous les membres de la délégation juive, à l'exception d'un seul, furent tués,,.

### Raisons de l'attaque
L'historien écossais William M. Watt note la présence de la tribu juive Banu Nadir à Khaybar qui aurait coopéré avec d'autres tribus arabes voisines pour se protéger de la communauté musulmane de Médine. Des tribus juives avaient été auparavant exilées par les musulmans pour avoir violé les termes de la Charte de Médine et conspiré pour tuer le prophète Mahomet, L'attaque de Khaybar serait la réponse de Mahomet au siège de Médine par les armées coalisées des Juifs de Banu Qurayza et des Quraïchites lors de la bataille de la Tranchée (dite parfois : bataille du Fossé). Les banu Nadir s'étant réfugiés à Khaybar ont fomenté et organisé la guerre contre Médine en s'alliant à Quraych. Huyayy ibn Akhtab, des Banu Nadir qui est à l'origine de cette bataille, sera exécuté à la fin de la bataille. Les autres seront relâchés et expulsés du Hijaz,,. Shibli Nomani voit l'alliance de Khaybar avec la tribu des Ghatafan, qui avait attaqué Mahomet lors de la bataille du Fossé, comme la raison principale de la bataille. Il attire aussi l'attention sur l'action du chef des Banu Nadir, Huyayy ibn Akhtab, qui s'était joint aux Banu Qurayza et les avait poussé à attaquer Mahomet. Watt voit les intrigues des Banu Nadir à Khaybar comme motif principal de l'attaque. D'après Watt, les Banu Nadir avaient payé des tribus arabes polythéistes pour combattre Mahomet, ne lui laissant que la solution d'attaquer Khaybar.
L'orientaliste italienne Laura Veccia Vaglieri affirme que d'autres motifs sont la cause de l'offensive musulmane, notamment le prestige que l'offensive conférerait au prophète Mahomet parmi ses fidèles, ainsi que les butins de l'offensive qui pourraient servir aux campagnes futures,. Pour Hilali, la bataille de Khaybar a pour but, entre autres, de mettre la main sur les richesses de l'oasis. La bataille de Khaybar est relatée comme une réponse à la bataille du Fossé dans toutes les biographies classiques de Mahomet,,. Norman Stillman (en) et Laura Veccia Vaglieri pensent que la raison ayant entraîné Mahomet à attaquer Khaybar était d'accroître son prestige parmi ses partisans, ainsi que d'augmenter son butin pour poursuivre ses conquêtes,. La bataille se termina avec la victoire de Mahomet, ce qui lui permit de s'emparer de suffisamment d'argent et d'armes, ainsi que d'obtenir l'aide des tribus locales afin de s'emparer de La Mecque, juste 18 mois après la prise de Khaybar.
Ainsi, certains historiens soutiennent qu'une des raisons de la décision de Mahomet d'attaquer Khaybar, est aussi la nécessité pour lui de remonter le moral de ses troupes et d’accroître son prestige qui avait été érodé par le traité d'Houdaybiya, en mars 628,,,. De plus, l'accord d'Houdaibiya donnait stratégiquement à Mahomet l'assurance qu'il ne serait pas attaqué par les habitants de La Mecque pendant son expédition. Vaglieri soutient aussi que les Juifs étaient responsables de la coalition qui a assiégé les musulmans à la bataille du Fossé, mais suggère que l'histoire des attaques musulmanes peuvent avoir des raisons économiques similaires à d'autres attaques, tout au long de l'histoire. Ainsi, d’après Vaglieri, la conquête de Khaybar, permettait à Mahomet d'offrir un ample trésor à ses compagnons qui espéraient conquérir la Mecque et étaient déçus par le traité avec les Quraysh. Stillman ajoute que Mahomet avait besoin d'une victoire pour montrer aux bédouins, qui n'étaient pas étroitement liés au reste de la communauté musulmane, que l'alliance avec lui était payante. Ce point de vue est aussi défendu par Hilali.

### Situation politique
Comme une guerre avec Mahomet semblait imminente, les Juifs de Khaybar signèrent une alliance avec les Juifs de l'oasis de Fadak. Ils réussirent aussi à persuader les Arabes polythéistes de la tribu des Ghatafan de se joindre à eux en cas de guerre, avec la promesse de recevoir la moitié de leur récolte. Cependant, le manque d'autorité centrale à Khaybar empêcha toutes préparations défensives supplémentaires, et les querelles entre les différentes familles laissèrent les Juifs désorganisés. Les Banu Fazara, apparentés aux Ghatafan, offrirent aussi leur assistance à Khaybar, après leurs négociations infructueuses avec les musulmans.

### Le déroulement de la bataille
Les musulmans marchèrent sur Khaybar en mai 628, Mouharram 7 AH. Selon différentes sources, l'armée de Mahomet comptait entre 1 400 et 1 800 hommes avec 100 à 200 chevaux. Quelques femmes musulmanes (y compris Umm Salama, l'une des épouses de Mahomet) s'étaient jointes à l'armée, afin de prendre soin des blessés.
Avant la bataille, les habitants de Khaybar n'avaient aucun doute quant à la guerre. Cependant, la marche rapide des musulmans prit les Juifs par surprise. Ceci empêcha les Juifs d'organiser une défense centralisée, laissant ainsi à chaque famille le soin de défendre sa propre redoute fortifiée,.
Connaissant les conséquences des batailles de Mahomet avec les autres tribus juives, les Juifs de Khaybar opposèrent une résistance féroce, obligeant les musulmans à prendre chaque forteresse une par une. Pendant la bataille, les musulmans réussirent à empêcher les Ghatafan, alliés à Khaybar et forts d'environ 4 000 hommes de venir à leur secours. Une des raisons serait que les musulmans auraient acheté les Arabes polythéistes alliés des Juifs. Mais Watt suggère que des rumeurs d'attaque des musulmans contre les citadelles des Ghatafan auraient joué aussi un rôle,.
Les Juifs, après une escarmouche plutôt sanglante devant une forteresse, évitèrent les combats en zone dégagée. La plupart des engagements consistaient à lancer des flèches d'une grande distance. En une occasion au moins, les musulmans furent capables de prendre d'assaut des forteresses. Il y avait aussi des combats d'homme à homme dont le plus fameux opposa Ali, cousin de Mahomet, à Marhab, un combattant arabe renommé.
Dès la nuit tombée, les Juifs assiégés s'arrangeaient pour organiser le transfert d'hommes et de trésors d'une forteresse à l'autre, en fonction des besoins afin de rendre leur résistance plus efficace.
Ni les Juifs, ni les musulmans, n'étaient préparés pour un siège prolongé, et des deux côtés, souffraient d'un manque de provisions. Les Juifs initialement trop confiants en leur force avaient négligé de faire des réserves en eau, même pour un siège de courte durée.
Après la prise par les musulmans des forteresses de an-Natat puis de celles de ash-Shiqq, la résistance faiblit. Les Juifs décidèrent de rencontrer Mahomet pour discuter des termes d'une reddition. Les gens de al-Waṭī et de al-Sulālim se rendirent aux musulmans en échange d'être traités « avec indulgence », et les musulmans les épargnèrent. Mahomet accepta ces conditions et ne prit aucun bien de ces deux forteresses.
Selon Ibn Ishaq et Tabari, Kinana, chef des Banu Nadir, fut fait prisonnier, alors que les troupes musulmanes n'avaient pas encore réussi à prendre les derniers forts, qui contenaient le trésor des habitants de Khaybar. Quand Mahomet lui demanda où se trouvait le trésor de la tribu, Kinana nia savoir où il se trouvait. Un Juif dit alors à Mahomet qu'il avait vu chaque matin Kinana près d'une certaine ruine. Quand les ruines furent excavées, on trouva une partie du trésor. Mahomet ordonna à, Al-Zubayr de torturer Kinana jusqu'à ce qu'il révèle où se trouvait le reste du trésor, en vain, puis Muhammad ibn Maslamah l'a lui-même décapité, pour venger la mort de son frère lors de la bataille,. Ibn Hichâm relate ainsi cette scène (Sîra, II, 336-337) :

« On amena auprès du Prophète Kinâna ibn Rabî, le mari de Çafiyya, qui détenait le trésor des Banû Nadîr. Le Prophète lui demande de révéler où était le trésor. Kinâna affirma n'en rien savoir. Un Juif s'approcha, et le dénonça au Prophète :
— J'ai vu Kinâna rôder tous les matins autour de cette maison en ruine.
— Vois-tu, Kinâna, lui dit le Prophète, si nous trouvons le trésor chez toi, je te tuerai.
— Tu me tueras, mais je n'en sais rien.
Puis le Prophète ordonna de creuser la terre dans la maison en ruine. On y trouva une partie du trésor.
— Où est le reste du trésor ? demanda le Prophète.
— Je ne sais pas, répondit Kinâna.
Le Prophète ordonna alors à Zubayr Ibn al-'Awwâm de le torturer jusqu'à ce qu'il livre son secret. Zubayr lui brûlait sans cesse la poitrine avec la mèche d'un briquet, mais en vain. Voyant qu'il était à bout de souffle, le Prophète livra Kinâna à Muhammad Ibn Maslama, qui lui trancha la tête. »

### Les conditions de la reddition
Mahomet rencontra Ibn Abi Al-Huqaiq, al-Katibah et al-Watih pour discuter les termes de la reddition générale. Selon les termes de l'accord, les Juifs de Khaybar devaient évacuer la région et abandonner leur richesse. Les musulmans cesseraient la guerre et ne feraient de mal à aucun Juif. Après l'accord, quelques Juifs négocièrent la possibilité de rester dans l'oasis et de continuer à cultiver leurs terres contre le versement de la moitié de leur récolte. Mahomet accepta cette proposition. Il ordonna aussi la restitution aux Juifs de leurs livres saints. Cette condition de travailler en restant à Khaybar correspond à une mise en servitude de la population juive de l'oasis sous un statut proche de celui des métayers.
Selon la version de Ibn Hichâm le pacte avec les habitants de Khaybar avait été conclu sous la condition que les musulmans « pouvaient vous [les Juifs de Khaybar] expulser si et quand ils le désireraient ». Norman Stillman pense que ce n'est probablement qu'une interpolation ultérieure dans le but de justifier l'expulsion des Juifs en 642. L'accord avec les Juifs de Khaybar servit de précédent important pour la loi islamique en déterminant le statut des dhimmis,,.
Après avoir pris connaissance du traité, le peuple de Fadak, allié à Khaybar pendant la bataille envoya Muhayyisa b. Massoud rencontrer Mahomet afin que les gens de Fadak soient traités avec indulgence contre leur reddition. Un traité similaire à celui de Khaybar fut signé avec Fadak.
Mahomet choisit une des femmes juives comme « épouse ». Il consomma leur union le soir même. Elle s'appelait Safiyya bint Huyayy, et était la fille du chef des Banu Nadir, Huyayy ibn Akhtab, tué lors des combats de Médine, et la veuve de Kinana ibn al-Rabi, le trésorier des Banu Nadir que Mahomet venait de torturer avant de le faire assassiner.
Les biographies de Mahomet rapportent,,, qu'une femme juive de la tribu des Banu Nadir essaya d'empoisonner Mahomet pour venger ses parents exécutés. Elle empoisonna une pièce d'agneau qu'elle lui cuisait, mettant spécialement beaucoup de poison dans l'épaule, sa partie de l'agneau favorite. La tentative d'empoisonnement échoua, car il est raconté que Mahomet recracha la viande, sentant qu'elle était empoisonnée, tandis que son ami la mangea et mourut. Elle prétendit avoir empoisonné l'agneau pour tester la prophétie de Mahomet. Les compagnons de Mahomet racontèrent que sur son lit de mort, Mahomet leur dit que sa maladie était le résultat de cet empoisonnement.[source insuffisante].
La victoire contre Khaybar augmenta grandement le prestige de Mahomet parmi ses fidèles et les tribus polythéistes locales, qui voyant sa puissance décidèrent de lui jurer allégeance et de se convertir à l'islam. Le trésor et les armes capturés augmentèrent encore la force de son armée et il put ainsi capturer La Mecque juste 18 mois après Khaybar,.

### Khaybar sous le califat d'Omar
Les Juifs de Khaybar continuèrent à vivre dans l'oasis pendant encore plusieurs années, jusqu'à leur expulsion par le calife Omar, ou ce que les sources anciennes présentent comme une expulsion. Des mesures radicales auraient alors été prises. Les taxes imposées aux Juifs vaincus auraient servi de précédent pour la création d'un impôt appelé jizya, dont les dhimmi se trouvant dans un état musulman devaient s'acquitter. Les musulmans, eux, payant la zakat. Autre mesure: la confiscation des terres appartenant aux non-musulmans au profit de l’Oumma (communauté des musulmans),,.
Cependant, selon Gordon D. Newby, les sources musulmanes auraient été remaniées de manière tendancieuse ; « en dépit de l'affirmation rétrospective selon laquelle le calife 'Umar Ier aurait expulsé les Juifs (et les chrétiens) de la péninsule arabique, il apparaît que les Juifs quittèrent l'Arabie du Nord progressivement. Nos sources recèlent ici et là des récits mentionnant des tribus juives en Arabie, les derniers datant du milieu du XXe siècle ».

## Postérité de la bataille de Khaybar

### Dans la littérature islamique
Selon la tradition rapportée par Ibn Hichâm et montrant une tendance shiite[réf. nécessaire], lors de l'attaque d'une des forteresses, tout d'abord Abou Bakr, puis Omar, se portèrent directement à la tête des attaquants afin de briser la résistance des Juifs, mais tous les deux échouèrent. Mahomet appela alors Ali, qui tua un chef juif d'un seul coup d'épée, en coupant en deux le casque, la tête et le corps de la victime.
Ayant perdu son bouclier, Ali aurait soulevé les deux portes de la forteresse hors de leurs gonds, serait descendu dans le fossé et aurait fait un pont avec les deux portes, permettant ainsi aux attaquants de pénétrer dans la forteresse. Les portes étaient si lourdes, qu'il fallut quarante hommes pour les remettre en place. Cette histoire constitue une base de la construction d'Ali comme prototype du héros par la futuwwa,.

### Dans des manifestations populaires
Les Juifs de Khaybar devinrent avec le temps des figures populaires du folklore arabe. De nombreuses histoires circulaient. Parmi eux un Juif italien raconte dans une lettre que des Juifs vivaient dans des tentes sur la route de La Mecque, dans le voisinage de nombreux Arabes, qui volaient tous les passants, et partageaient ensuite le butin avec les Juifs à parts égales. En revanche Stillman prétend que ces évènements sont des légendes qui auraient persisté jusqu'à nos jours.
Dans le cadre de manifestations liées au conflit israélo-palestinien, un chant antisémite faisant référence à la bataille de Khaybar est souvent utilisé : « Khaybar, Khaybar, ô Juifs, l'armée de Mahomet va revenir. »
En Belgique, des personnes ont été condamnées par la justice pénale pour ces cris à Anvers en 2014. Le même slogan fut utilisé en 2020 et 2021 à Bruxelles.
La version utilisée au Liban est Khaybar, Khaybar ya Sahyun, Hizbullah qadimun (« Khaybar, Khaybar, ô Sionistes, le Hezbollah est en route,,. »)

En 2010, l'ambassadeur d'Israël aux États-Unis, Michael Oren, écrit, dans la page éditoriale de The New York Times, à propos de l'abordage de la flottille pour Gaza : 

« Des millions de personnes ont déjà vu la retransmission de Al Jazeera montrant ces “activistes” chantant “Khaibar ! Khaibar !”. »

Le Hezbollah chiite libanais a décidé de nommer l'un de ses missiles à longue portée le Khaybar-1. L'Iran en a fait de même pour son nouveau fusil d'assaut, le modèle Khaybar KH-2002[réf. nécessaire].